# Domien Jacob
Domien François Jacob (ur. 8 czerwca 1897 w Sint-Niklaas, zm. 5 listopada 1984 tamże) – belgijski gimnastyk, medalista olimpijski.
W 1920 r. reprezentował barwy Belgii na letnich igrzyskach olimpijskich w Antwerpii, zdobywając srebrny medal w wieloboju drużynowym. 